# Kōichi Yamadera
Kōichi Yamadera (山寺 宏一, Yamadera Kōichi, nascut el 17 de juny, 1961 en Shiogama, Miyagi, Japó) és un actor, seiyū popular en Japó.

## Rols

### Televisió d'anime
- El Detectiu Conan (Kyōsuke Haga, Masateru Hira)
- El misteri de la pedra blava / Nadia (Eaton)
- Cowboy Bebop (Spike Spiegel)
- Fist of the Blue Sky (Kenshirō Kasumi)
- Ghost in the Shell: Stand Alone Complex (Togusa)
- Ghost in the Shell: S.A.C. 2nd GIG (Togusa)
- Hajime no Ippo Champion Road (Kazuki Sanada)
- Majin Eiyuuden Wataru (Kurama Wataribe)
- Majin Eiyuuden Wataru 2 (Kurama Wataribe)
- Mermaid's Forest (Yūta)
- Neon Genesis Evangelion (Ryōji Kaji)
- Oh! Edo Rocket (Ginjirō)
- Ranma ½ (Ryōga Hibikia)
- Soreike! Anapanman (Cheese)
- Stitch! (Stitch)
- Xenosaga: The Animation (Gaignun Kukai, Albedo Piazzolla)

### OVAs
- Detonator Orgun (Tomoru Shindō, Orgun)
- Harlock Saga (Harlock, Tochirō)
- The Hakkenden (Dōsetsu Inuyama)
- Megazone 23 (Shinji Nakagawa)
- Megazone 23 Part III (Shion)
- Mermaid's Forest (Yūta)
- Mermaid's Scar (Yūta)
- Saiyuki (Sha Gojyo)
- Shamanic Princess (Kagetsu)
- Queen Emeraldas (Tochirō)

### Pel·lícules d'anime
- Appleseed Ex Machina (Briareos Hecatonchires)
- Ghost in the Shell (Togusa)
- Ghost in the Shell: Innocence (Togusa)
- Highlander: The Search for Vengeance (Marcus Octavius)
- Martian Successor Nadesico: Prince of Darkness (Hokusen)
- Memories (Miguel)
- Mobile Suit Gundam: Char's Counterattack (Gyunei Guss)
- Ninja Scroll (Jūbee Kibagami)
- Paprika (Morio Osanai)
- Vampire Hunter D: Bloodlust (Meier Link)
- Wonderful Days (Shua)
- x/1999 (Sorata Arisugawa)